# Трасфигурационе-ди-Ностро-Синьоре-Джезу-Кристо (титулярная церковь)
Титулярная церковь Трасфигурационе-ди-Ностро-Синьоре-Джезу-Кристо (лат. Titulus Transfigurationis Domini Nostri Iesu Christi) — титулярная церковь была создана Папой Иоанном Павлом II в 2001 году. Титул принадлежит приходской, с 18 июня 1936 года, церкви Трасфигурационе-ди-Ностро-Синьоре-Джезу-Кристо, расположенной в квартале Рима Джаниколензе, на площади Преображения Господня.

## Список кардиналов-священников титулярной церкви Трасфигурационе-ди-Ностро-Синьоре-Джезу-Кристо
- Педро Рубиано Саэнс — (21 февраля 2001 — 15 апреля 2024, до смерти);
- Пабло Вирхилио Сионгко Давид — (7 декабря 2024 — по настоящее время).